# 馬依澤
馬依澤（921年7月29日—1005年6月19日），號漁叟，西域魯穆國人，伊斯蘭星曆學家，通天文精曆算。

## 生平
宋建隆二年（961年）應詔入華。入華以後，即協助王處訥在建隆三年（962年）至建隆四年（963年）間編制《應天曆》，後封爵世襲司天監。

## 家族
馬依澤氏是回族懷寧馬氏鼻祖，其後代官宦輩出，是一脈科第家庭。
馬大縉、馬大用為知名後裔。